# ایگور کیو
ایگور امیلیویچ کیو (به نام ایگور امیلیویچ هیرشفلد-رنارد ) (۱۳ مارس ۱۹۴۴ – ۳۰ اوت ۲۰۰۶) یک تردست روسی بود. وی پسر جادوگر امیل کیو (۱۸۹۴–۱۹۶۵) بود. وی از ۵ سالگی شروع به کار با پدرش کرد و سرانجام در سال ۱۹۶۰ جانشین وی شد.
در سال ۱۹۶۲، او مدت کوتاهی با گالینا برژنف ، دختر لئونید برژنف ازدواج کرد. گالینا ۱۸ ساله بود، او ۳۳ ساله بود و قبلاً ازدواج کرده بود. این ازدواج تنها ۹ روز به طول انجامیده بود. در سال ۱۹۶۶، ایگور کیو با یولانتا اولخویکووا، هنرمند سیرک، که از یک خانواده معروف سیرک روسی بود، ازدواج کرد. آنها در سال ۱۹۷۴ طلاق گرفتند و یولانتا با برادر ایگور، امیل کیو جونیور ازدواج کرد. همسر سوم ایگور، که در سال ۱۹۷۷ با او ازدواج کرد، رقاصی به نام ویکتوریا ایوانوونا بود. آنها صاحب یک دختر شدند که ویکتوریا نیز نام داشت.
کیو علاوه بر کار در سیرک، اغلب در تلویزیون بازی می‌کرد، از جمله برنامه سالانه سال نو در دهه ۱۹۸۰. او همچنین به عنوان مجری در تلویزیون ظاهر شد و در سال ۱۹۶۶ در یک فیلم شوروی به نام ("دختری در جهان رولینگ") بازی کرد. ایگور کیو یک ستاره بزرگ در سرگرمی روسیه بود — حداقل برای زندگی خصوصی آشفته‌اش.
ایگور کیو عضو گروه بین المللی جادوگران بود و جوایز بین المللی متعددی را برای کارش به عنوان یک شعبده باز کسب کرد. وی در سال ۱۹۸۰ توسط دولت شوروی عنوان هنرمند مردمی جمهوری فدراسیون روسیه شوروی را به وی اعطا کرده بود. او خاطرات خود را در سال ۱۹۹۹ با عنوان ("توهمات بدون توهم") منتشر کرده بود. ایگور در اوت ۲۰۰۶ در ۶۲ سالگی درگذشت.